# (20371) Ekladyous
(20371) Ekladyous (1998 KE30) – planetoida z grupy pasa głównego asteroid okrążająca Słońce w ciągu 4,57 lat w średniej odległości 2,75 j.a. Odkryta 22 maja 1998 roku.